# Míssil ar-terra
Um míssil ar-terra ou ASM (sigla do Inglês: air-to-surface missile) é um míssil projetado para ser lançado por uma aeronave militar contra objetivos de superfície (em terra ou no mar). As suas variantes destinadas a ser lançadas exclusivamente contra objetivos em terra também são conhecidas como "mísseis ar-terra"( sigla do inglês: air to ground) ou "mísseis ar-solo".

## Tipos de míssil ar-superfície
- Míssil anticarro
- Míssil antinavio
- Míssil antirradiação